# First Love, Last Rites (musikgrupp)
First love, last rites är ett indiepop-/rockband som bildades i Umeå 2009. De ligger på det Umeåbaserade skivbolaget Nomethod Records. 

## Historia
Den 13 september 2010 släppte First love, Last Rites sin debutsingel Slow Wind. Den omnämndes i bloggosfären där bland annat musikbloggen Tram7 uppmärksammade singeln. Ett helt album spelades in, en massa gitarrer lades på och sången mixades lågt. Bandet släppte ytterligare en singel; "I'm gone" den 24 december, just innan det självbetitlade debutalbumet "First Love, Last Rites" utkom den 5 januari 2011. Tidningarna Nöjesguiden och Gaffa  refererade till ungdom, dekadens och brustna hjärtan medan Sundsvalls Tidning  valde att beskriva skivan som ett enda långt fasfel.
Under vintern och våren 2011-2012 har First Love, Last Rites spelat in sin uppföljare "Wasted Hearts" och har släppt singeln "Walk you home". Den uppmärksammades medialt i Sverige genom bland annat rotation på indieradiokanalen Gimme indie, såväl som i England på bloggen Jajajamusic. Singeln "Charlot" släpptes också 2012. Dess musikvideo hade premiär på SVT:s PSL den 12 november. Om skivan "Wasted Hearts" skrev DN:s recensent den 5 december bl.a. att "Det låter bra om ”Wasted hearts”. Rätt underbart, faktiskt. Bästa spår: ”Walk you home”".
Den 8 mars 2013 skrev bandet på för Heist Or Hit Records.

## Diskografi
- 2010 Slow Wind - Digital singel (Nomethod)
- 2010 I'm Gone - Digital singel (Nomethod)
- 2011 First love, last rites - LP (Nomethod/Border)
- 2012 Walk you home - Digital singel (Nomethod)
- 2012 Charlot - Digital singel (Nomethod)
- 2012 Wasted Hearts - Digital/LP/CD (Nomethod/Playground)[14]
- 2013 Young Girl - Digital singel (Nomethod)

### Fotnoter
1. ↑  Soundcloud: First Love, Last Rites-Slow Wind Arkiverad 29 september 2013 hämtat från the Wayback Machine.
2. ↑   Joachim Cedlöf ”Arkiverade kopian”. Arkiverad från originalet den 28 september 2013. https://web.archive.org/web/20130928013026/http://popmani.se/blog/2012/12/27/first-love-last-rites-om-nu-och-da/. Läst 30 april 2013.
3. ↑  Mats Rajala ”Arkiverade kopian”. Arkiverad från originalet den 27 september 2013. https://web.archive.org/web/20130927222937/http://www.tram7.se/2010/04/20/first-love-last-rites-slow-wind/. Läst 30 april 2013.
4. ↑  Holly Astera Nöjesguiden
5. ↑  David Winsnes Gaffa Arkiverad 22 mars 2013 hämtat från the Wayback Machine.
6. ↑  Theresa Bystedt Sundsvalls Tidning
7. ↑  ”Gimme indie”. Arkiverad från originalet den 15 september 2012. https://web.archive.org/web/20120915092120/http://www.gimmeindie.se/. Läst 24 september 2012.
8. ↑  Tommy Eriksson: New music – Apr 4, 2012
9. ↑  Kate Holland  Arkiverad 4 februari 2016 hämtat från the Wayback Machine.
10. ↑  ”Arkiverade kopian”. Arkiverad från originalet den 18 maj 2013. https://web.archive.org/web/20130518042149/http://blogg.svt.se/psl/om-psl/. Läst 30 april 2013.
11. ↑  PSL:Charlot Arkiverad 16 november 2012 hämtat från the Wayback Machine.(12 november 2012)
12. ↑  DN:Skivrecension - Wasted Hearts(Publicerad 2012-12-05 11:00)
13. ↑  Heist Or Hit Records Arkiverad 4 februari 2016 hämtat från the Wayback Machine.(8 mars 2013)
14. ↑  DN:Skivrecension - "First Love, Last Rites: ”Wasted hearts”"(Publicerad 2012-12-05 11:00)